# 新托什基夫斯凱

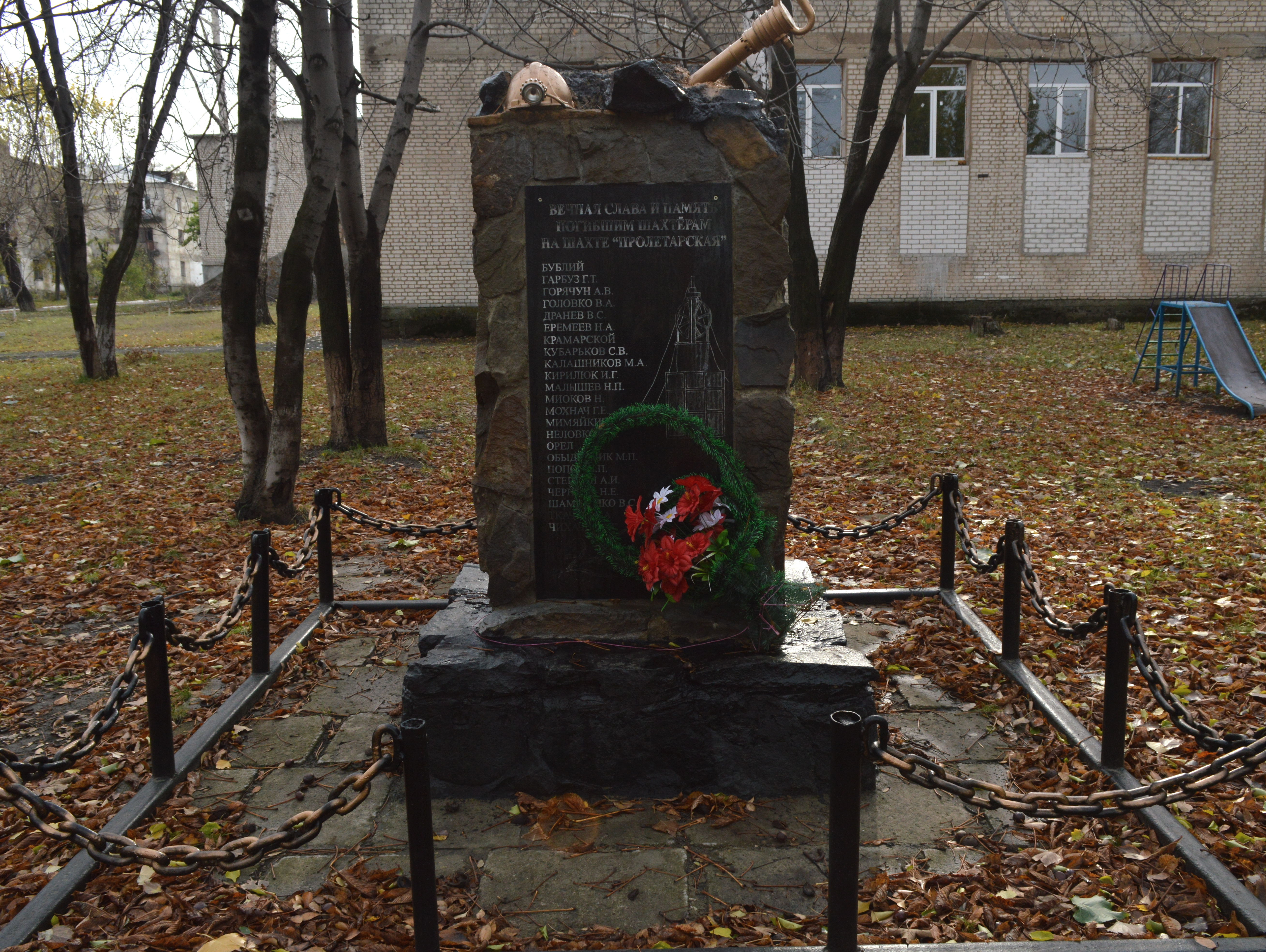
遇难矿工纪念碑

48°43′31″N 38°37′57″E / 48.72528°N 38.63250°E
新托什基夫斯凱（烏克蘭語：Новотошківське）是位於烏克蘭東部的市級鎮，由盧甘斯克州北顿涅茨克区的希爾斯凱市鎮負責管轄。該鎮始建於1956年，面積0.45平方公里，2014年人口2,347，人口密度每平方公里5,215.56人。